# Éloi Firmin Féron
Éloi Firmin Féron (* 1. Dezember 1802 in Paris; † 1876 in Conflans-Sainte-Honorine) war ein neoklassizistischer französischer Maler, der vor allem für seine Historienmalerei bekannt ist.

## Leben und Werk
Féron war ein Schüler von Antoine-Jean Gros und errang bereits in jungen Jahren den begehrten Prix de Rome der Académie des Beaux-Arts für seine großformatige Gestaltung der Sage von Damon und Phintias. Mit den nachfolgenden Gemälden Vettor Pisani wird aus dem Gefängnis befreit, Hannibal überquert die Alpen (1833, Musée des Beaux-Arts, Marseille) und der Auferweckung des Lazarus (1835) erreichte er jedoch nur Achtungserfolge.
Bald wurde er ein Lieblingsmaler des Bürgerkönigs Louis Philippe und seiner Söhne, und so arbeitete Féron viel für die historischen Galerien des Schlosses von Versailles, wo sich Porträts bekannter Gestalten der französischen Geschichte finden, darunter Claude de La Trémoille, Adrien-Maurice de Noailles und Gabriel de Lorges. Außerdem hängen folgende große Gemälde Férons in Versailles.
- Karl. VIII. zieht in Neapel ein (1837)
- Louis Philippe, zum Generalleutnant des Königreichs gewählt, vor dem Hôtel de Ville in Paris (1837)
- Die Schlacht bei Fornovo (1838)
- Die Einnahme von Rhodos durch die Ritter des Johanniterorden
- Die Schlacht von Arsuf.

Im Musée des Beaux-Arts von Arras hängt Férons Werk Siegreicher Athlet, in der Arena verscheidend, in der Basilika Notre-Dame in Boulogne-sur-Mer kann man eine Darstellung des Martyriums des Heiligen Sebastian sehen. In der Straßburger Gemäldesammlung hängt sein großformatiges Begräbnis Klébers in Ägypten.

## Galerie

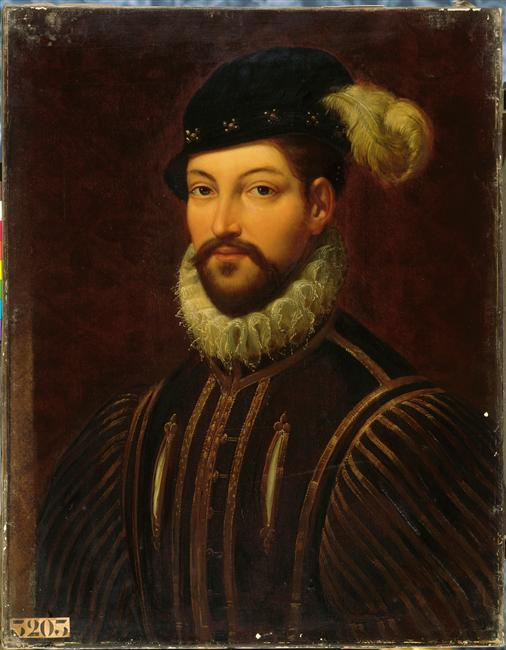
Gabriel de Lorges
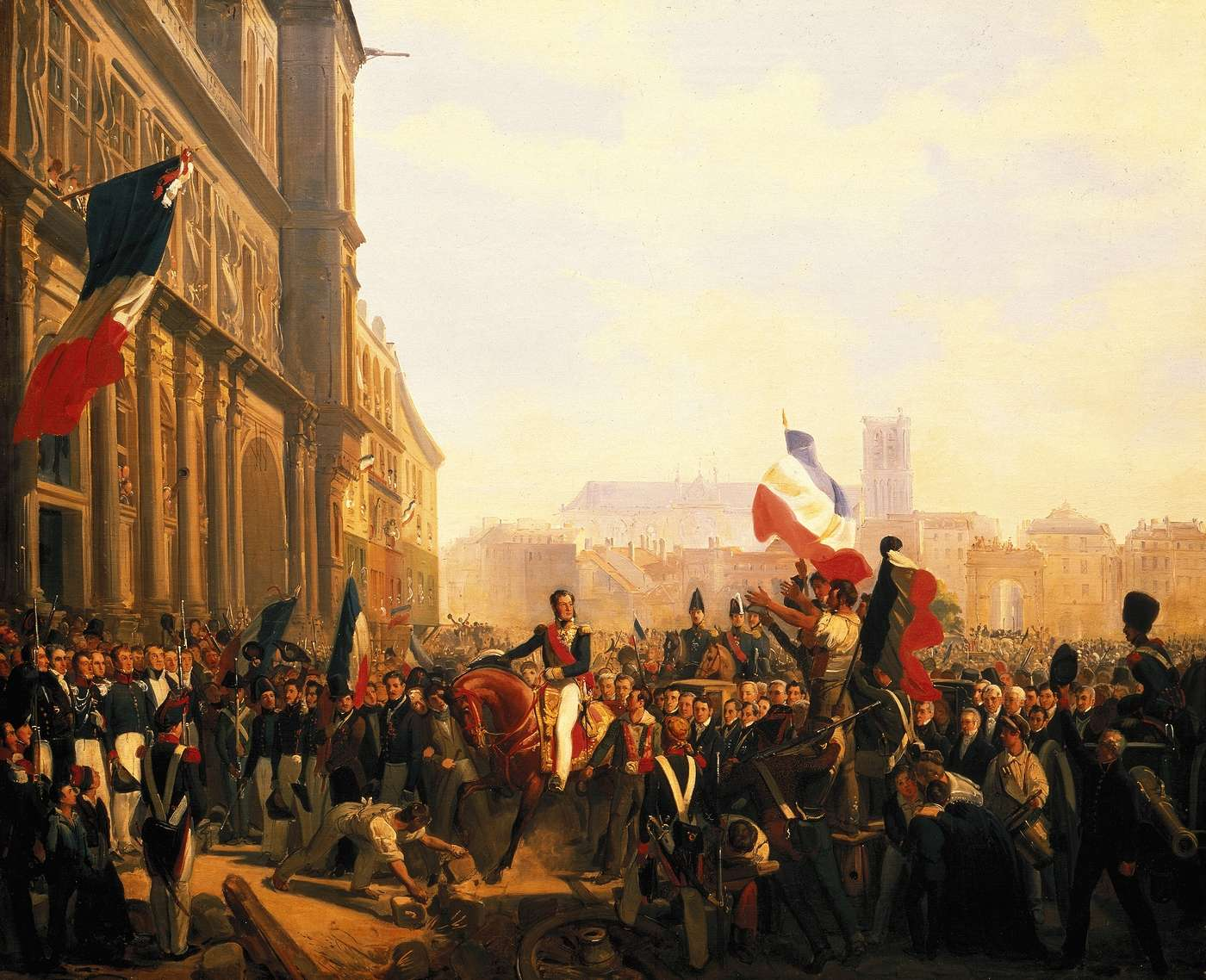
Louis Philippe, zum Generalleutnant des Königreichs gewählt, vor dem Hôtel de Ville in Paris
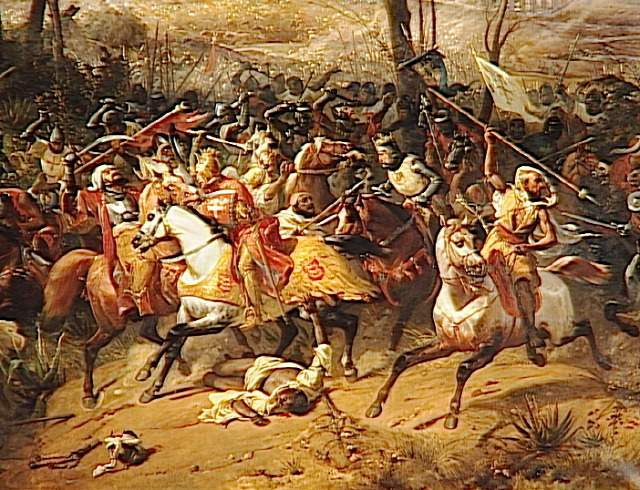
Die Schlacht von Arsuf (Ausschnitt)
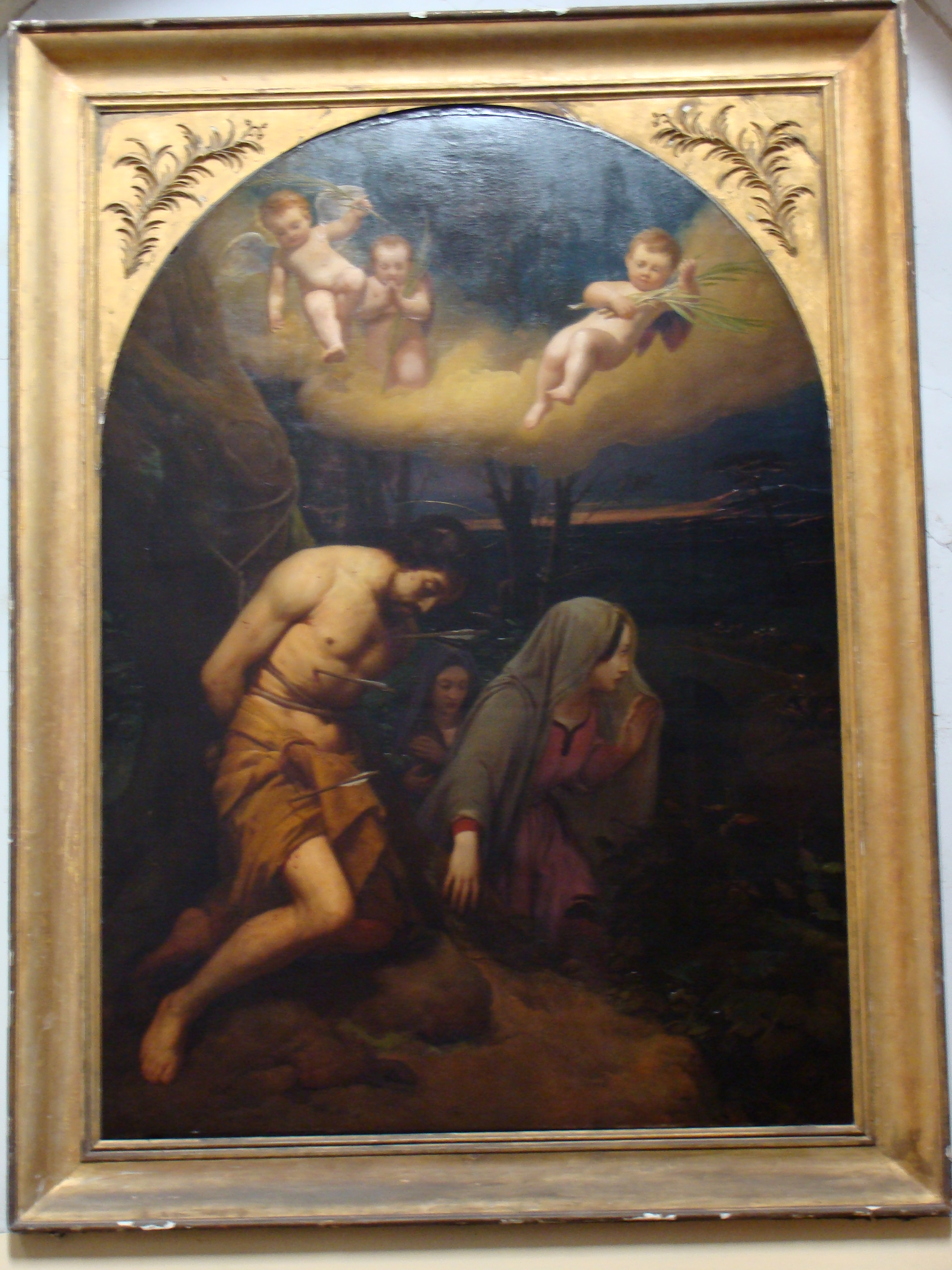
Das Martyrium des Heiligen Sebastian